# El arca rusa
El arca rusa (en ruso: Русский ковчег, transliterada: Russkiy kovcheg), también conocida por su título en inglés Russian Ark, es una película de 2002 del director de cine ruso Aleksandr Sokúrov. Destaca por ser la primera película en formato de alta definición sin comprimir, y la primera película comercial sin editar, pues consiste en un solo plano secuencia con Steadicam de 90 minutos. Fue rodada el 23 de diciembre de 2001 en el Museo del Hermitage. La cinta participó en la selección oficial del Festival de Cannes de 2002.

## Sinopsis
Un narrador anónimo e invisible para el público, con la voz del director, va caminando por el Palacio de Invierno (ahora el Museo del Hermitage de Rusia en San Petersburgo). El narrador nos dice que ya está muerto, y que es un fantasma que va errante por el palacio. En cada cuarto se encuentra con varios personajes reales y ficticios de diversos periodos de los tres siglos de historia del palacio. Está acompañado por un compañero, «el Europeo» (representado por Serguéi Dreiden), que encarna a un viajero del siglo XIX, el Marqués de Custine, que es visible para el público. La cuarta pared es constantemente quebrada y reconstruida; a veces el narrador-director y su acompañante interactúan libremente con otros personajes, y en otras ocasiones pasan completamente inadvertidos. 
La película comienza en un día de invierno, con la llegada de una carroza de caballos de varias parejas para una pequeña fiesta, ingresando por una entrada menor del Palacio de Invierno. El narrador, cuyos ojos son siempre nuestro punto de vista, se encuentra con un invitado de la fiesta, «el Europeo», y lo sigue por numerosos ambientes del palacio. En cada cuarto que ingresa, nos encontramos en un periodo diferente de la historia de Rusia (no en orden cronológico). 
La película muestra, entre otros hechos, al zar Pedro I de Rusia reprendiendo y golpeando a un general; una espectacular puesta en escena de óperas y obras teatrales en la era de Catalina II de Rusia; una ceremonia protocolaria en la que Nicolás I de Rusia recibe una disculpa formal de parte del Shah de Irán por la muerte del escritor y embajador Aleksandr Griboyédov; la idílica vida familiar de los hijos de Nicolás II de Rusia; el cambio de Guardia del Palacio; al director del museo susurrando la necesidad de hacer reparaciones durante el gobierno de Iósif Stalin; y a un desesperado ciudadano de Leningrado fabricándose su propio ataúd durante el asedio de 900 días de la ciudad en la Segunda Guerra Mundial. 
El clímax de la película es un gran baile realizado en 1913, el último realizado en el Gran Salón durante el Imperio ruso (hasta hoy), con cientos de participantes vestidos ostentosamente a la moda de la época, y con una gran orquesta sinfónica dirigida por Valeri Gérgiev, seguido por una prolongada salida con la multitud bajando la gran escalera del palacio. 
El narrador abandona entonces el edificio por una puerta secundaria y, en una secuencia realizada digitalmente, se concluye que el palacio no es sino un arca que va flotando en el océano de la eternidad y que conserva la cultura rusa.

## Producción
La película muestra 33 habitaciones del museo, en las que están alrededor de 800 actores. Para concretar su proyecto, Sokúrov convocó a tres orquestas y más de mil actores y extras que ensayaron durante varios meses con la colaboración de 22 asistentes de dirección, quienes marcaban a cada paso la entrada y salida de los actores.
El arca rusa fue grabada en video de alta definición usando una Sony HDW-F900. Había una cámara específicamente diseñada para la película. La información fue grabada directamente en un disco duro. El disco podía conservar cien minutos de información, pero no podía ser regrabado. Se realizaron cuatro intentos para completar la toma larga; las primeras tres tuvieron que detenerse por errores cometidos, pero el cuarto intento fue completamente exitoso. La toma fue ejecutada por el operador de Steadicam Tilman Büttner. La iluminación de la cámara fue labor de Bernd Fischer y Anatoli Radiónov (no acreditado). La película en sí hace uso de una técnica llamada formalismo, que permite que la película se vea abstracta en naturaleza.
Debido a que era necesario cerrar el museo para filmar la película, se dispuso de un solo día. Uno de los problemas más singulares en el rodaje fue el idioma, pues Sokúrov solo habla ruso, y Büttner solo habla alemán, de modo que un traductor estaba pendiente de ambos, junto a los siete técnicos de Büttner.

## Entorno histórico
El guía del narrador, llamado «el Europeo» por éste en la película, está basado en la figura del Marqués de Custine, que visitó Rusia en 1839 y escribió un libro bastante leído sobre su visita. Unos pocos elementos biográficos de la vida de Custine se muestran en la película. Como «el Europeo», la madre del marqués fue amiga del escultor italiano Canova y él mismo fue bastante religioso. A lo largo de su libro, La Russie en 1839, Custine se burla de la civilización rusa por su débil apariencia europea en su espíritu asiático; en la película, esta es la razón por la que «el Europeo» hace comentarios acerca de que Rusia es un teatro y que la gente con que se encuentra son actores. La familia del Marqués hizo fortuna con el trabajo en porcelana, por ello el interés del europeo en la porcelana de Sèvres al esperar en la recepción diplomática. Al final de la película, que describe el último baile imperial en 1913, «el Europeo» termina aceptando a Rusia como una nación europea. 